# Arnold Hoogvliet
Arnold Hoogvliet (Vlaardingen, 3 juli 1687 - Vlaardingen, 17 oktober 1763) was een stichtelijk dichter uit de achttiende eeuw.
Hoogvliet was de zoon van Johannes Hoogvliet en Katarina Paspoort. Hij groeide op in een welgestelde familie. Hoogvliet werd vooral in administratieve taken opgeleid (notarisklerk, boekhouder bij de Bank van Lening in Dordrecht), maar ontwikkelde ook enige vaardigheid als zilversmid. In Dordrecht kwam hij in contact met een groepje dichters en sloot zich daar bij aan. In 1719 verscheen Publius Ovidius Nasoos feestdagen in Hollandsch licht, een vertaling van Ovidius' Fasti. Zijn bekendste werk is het lange gedicht Abraham, de Aartsvader, in XII boeken (1727), waarvan in ruim een eeuw tien drukken zouden verschijnen. Hij trouwde op 30 november 1735 met Ida van der Ruit. In 1750 werd hij in de Vroedschap gekozen.
In Vlaardingen is een straat naar hem genoemd. Arnold Hoogvliet speelt tevens een belangrijke rol in het verhaal De geschiedenis van een gat van Lévi Weemoedt (1983). Recentelijk verscheen een korte biografie: Perry Moree, Arnold Hoogvliet. Dichter uit Vlaardingen (Streekmuseum Vlaardingen, 2014), inclusief een bibliografie.